# Александрия (Ровненская область)
Александри́я (укр. Олександрі́я) — село в Ровненском районе Ровненской области Украины. Административный центр Александрийской сельской общины.
Население по переписи 2001 года составляло 2397 человек. Почтовый индекс — 35320. Телефонный код — 362. Код КОАТУУ — 5624680401.